# Coelinidea gravis
Coelinidea gravis är en stekelart som först beskrevs av Herrich-Schäffer 1838.  Coelinidea gravis ingår i släktet Coelinidea och familjen bracksteklar. Inga underarter finns listade i Catalogue of Life.